# Gerhard Körner
Gerhard Körner (Zwickau, 20 settembre 1941) è un allenatore di calcio ed ex calciatore tedesco orientale dal 1990 tedesco, di ruolo centrocampista.